# Сикорский, Николай Михайлович
Никола́й Миха́йлович Сико́рский (4 апреля 1921 (в большинстве изданий ошибочно: 1919), с. Хутор Червенского района, Белоруссия — 29 июня 1997, Москва) — советский и российский литературовед и библиограф, издательский деятель, многое сделавший для возрождения книговедения в СССР. Участник Великой Отечественной войны. Доктор филологических наук (1972), профессор (1966).
Разрабатывал вопросы общей теории книговедения, журналистики, редактирования, библиотечного дела.
Один из инициаторов проведения Всесоюзных научных конференций по проблемам книговедения (с 1971; ныне — Международные); возобновления «Фёдоровских чтений» (1973); создания Всесоюзного добровольного общества любителей книги (1974).

## Биография
Родился в селе Хутор Игуменского уезда (ныне — Червенский район) в Беларуси). Брат философа В. М. Сикорского.
В 1942—1944 годах участвовал в Великой Отечественной войне.
В 1948 году окончил Московский полиграфический институт. Оставшись работать в институте, занимал должности: ассистент, старший преподаватель, аспирант (1949—1953), в дальнейшем был назначен заведующим кафедрой книговедения и редактирования (1954—1972). В 1954 году защитил кандидатскую диссертацию по истории «Журнал „Современник“ и „крестьянская реформа“ 1861 года (1856—1862)».
Одновременно с преподаванием в Полиграфическом институте работал на различных ответственных должностях. В 1961—1963 — главный редактор Издательства Академии наук СССР; член бюро Научного совета АН СССР по подготовке и изданию сочинений русских классиков и разысканию их литературного наследства (1962—1967), первый заместитель председателя Совета по проведению ежегодных Всесоюзных конкурсов на лучшие по художественному оформлению и полиграфическому исполнению книги и журналы (1963—1968). В 1971 году защитил в качестве докторской диссертации учебник для студентов вузов «Теория и практика редактирования».
В 1972—1979 годах — директор Государственной библиотеки СССР им. В. И. Ленина. С 1979 — председатель Комиссии комплексного изучения книги Научного совета по истории мировой культуры АН СССР.
Редакторская деятельность
В 1959—1992 главный редактор (с 1958 член редколлегии; в 1993—1997 председатель научно-редакционного совета) сборника «Книга. Исследования и материалы».
Главный редактор энциклопедического словаря «Книговедение» (1981), реализации замысла которого добивался с начала 1970-х годов; с 1962 — научный консультант по разделу «Книговедение» «Большой советской энциклопедии».

## Научное наследие
Архив Н. М. Сикорского хранится: частично в Музее МГУП имени Ивана Федорова, частично — в Научном центре исследований истории книжной культуры РАН (при Академиздатцентре «Наука» РАН).

## Сочинения
- Сикорский Н. М. Журнал «Современник» и крестьянская реформа 1861 г. М., 1957;
- Теория и практика редактирования. М., 1971; 2-е изд., 1979.
- Книга. Читатель. Библиотека. М., 1979.